# ثلاثي الوحدات

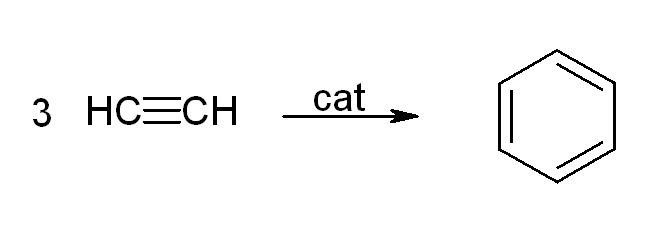

ثلاثي الوحدات أو المَثلوث (بالإنجليزية: Trimer)‏ هو جزيء مركب من ثلاثة مواحيد. أي أن المثلوث يأتي بعد المثنوي عندما نتتبع تكوين الجزيئات ابتداءً من الموحود إلى المقلول إلى المكثور.